# 스모토촌 (니가타현)
스모토촌(巣本村)은 니가타현 나카칸바라군에 있던 촌이다. 1889년 4월 1일 성립하였으며, 1954년 11월 3일 스모토촌 등 4개 정·촌이 합병하여 고센시가 신설되고 폐지되었다.

## 역사
- 1889년 4월 1일 - 정촌제 시행에 수반해 나카칸바라군 스모토촌이 성립하였다.
- 1954년 11월 3일 - 스모토촌 및 나카칸바라군의 고센정, 가와히가시촌, 하시다촌 등 4개 정·촌이 합병, 시로 승격해 고센시가 신설되고 소멸하였다.

## 참고 문헌
- 『市町村名変遷辞典』東京堂出版、1990年。